# Torralba (Cisla)
Torralba es un despoblado español del municipio de Cisla, perteneciente a la provincia de Ávila, en la comunidad autónoma de Castilla y León.

## Historia
Hacia mediados del siglo XIX, el lugar era referido ya como un despoblado perteneciente a Cisla. Aparece descrito en el decimoquinto volumen del Diccionario geográfico-estadístico-histórico de España y sus posesiones de Ultramar de Pascual Madoz con las siguientes palabras:

TORRALBA: desp. en la prov. de Avila, part. jud. de Arévalo, térm. de Cisla (V.).
(Madoz, 1849, p. 59)

## Patrimonio
En el despoblado se encuentra el castillo de Torralba.